# Veerse Meer
El Veerse Meer és un llac artificial de la província de Zelanda (Països Baixos). Es va crear després del tancament de la badia Veerse Gat el 1961, com a part del pla Delta. Al llac hi ha 13 illes, algunes de grans i altres de petites, com l'Aardbeieneiland, que abans era un banc de sorra. L'aigua del llac és salabrosa.
El nom del llac, Veerse Meer, significa 'Llac de Veere' en neerlandès i es refereix al poble de Veere, que se situa a la vora del llac.

## Galeria

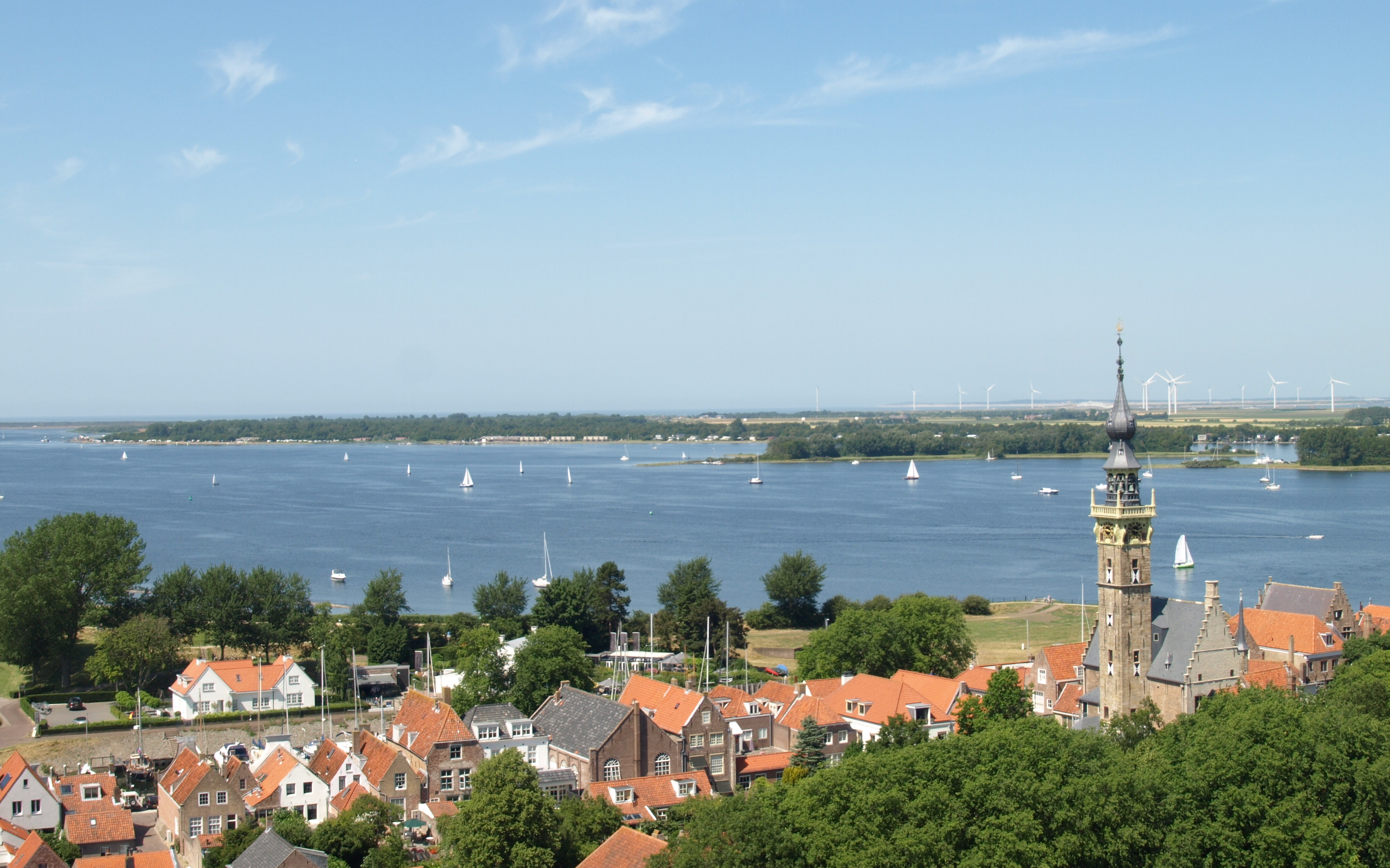
El Veerse Meer vist des del poble Veere
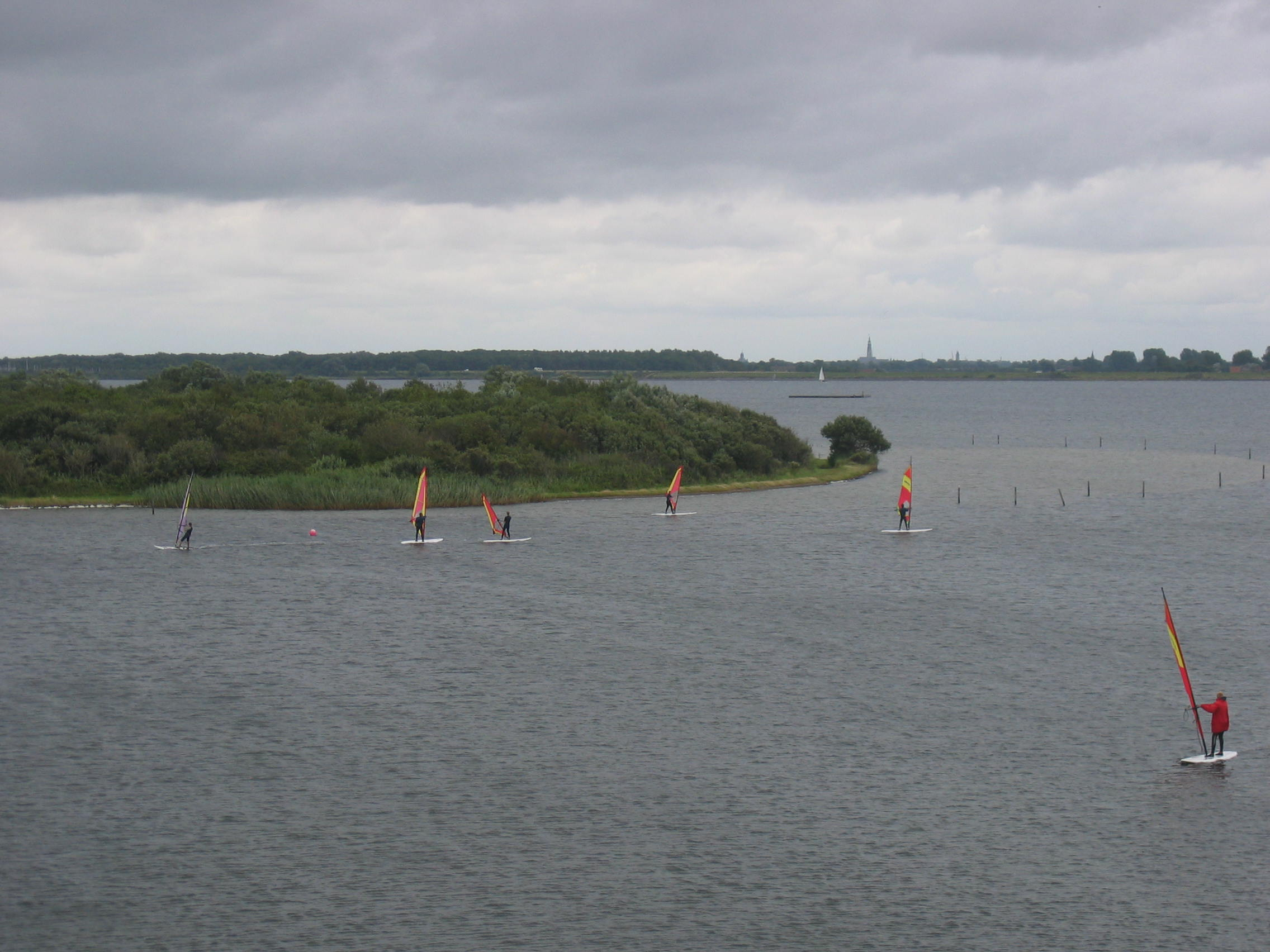